# Britain Dalton
Britain Dalton (Los Angeles, 12 december 2001) is een Amerikaans acteur.
Dalton verscheen in diverse producties en is het meest bekend met zijn rol van Lo'ak, de tweede zoon van Jake Sully en Neytiri in de sciencefictionfilm Avatar: The Way of Water (2022).

## Prijzen en nominaties
| Jaar | Prijs                              | Categorie                                 | Werk                       | Uitslag     |
| ---- | ---------------------------------- | ----------------------------------------- | -------------------------- | ----------- |
| 2017 | BTVA Video Game Voice Acting Award | Beste vocaal ensemble in een computerspel | Uncharted 4: A Thief's End | Genomineerd |